# Kris Temmerman
Kris Temmerman (né le 2 février 1973) est un joueur de football belge, qui évoluait au poste de milieu défensif.

## Carrière

### Juniors
- 1981 - 1991 : Eendracht Alost

### Seniors
| Saison    | Club                       | Pays | Division   | Matches joués | Buts inscrits |
| --------- | -------------------------- | ---- | ---------- | ------------- | ------------- |
| 1991-1992 | Eendracht Alost            |      | Division 1 | 1             | 0             |
| 1992-1993 | Eendracht Alost            |      | Division 1 | 21            | 4             |
| 1993-1994 | Eendracht Alost            |      | Division 1 | 28            | 4             |
| 1994-1995 | Eendracht Alost            |      | Division 1 | 31            | 5             |
| 1995-1996 | Eendracht Alost            |      | Division 1 | 33            | 3             |
| 1996-1997 | Eendracht Alost            |      | Division 1 | 30            | 4             |
| 1997-1998 | Eendracht Alost            |      | Division 1 | 27            | 1             |
| 1998-1999 | Eendracht Alost            |      | Division 1 | 20            | 1             |
| 1999-2000 | Eendracht Alost            |      | Division 1 | 32            | 0             |
| 2000-2001 | Eendracht Alost            |      | Division 1 | 31            | 1             |
| 2001-2002 | RWD Molenbeek              |      | Division 1 | 29            | 2             |
| 2002-2003 | Verbroedering Denderhoutem |      | Division 2 | 32            | 3             |
| 2003-2004 | Verbroedering Denderhoutem |      | Division 2 | 20            | 1             |
| 2004-2005 | Verbroedering Meldert      |      | Promotion  | 22            | 0             |
| 2005-2006 | Verbroedering Meldert      |      | Promotion  | 25            | 1             |
| 2006-2007 | Verbroedering Meldert      |      | Promotion  | 0             | 0             |